# Serpenticobitis
Genre
Serpenticobitis est un genre de poissons d'eau douce téléostéens Cypriniformes de la famille des Serpenticobitidae dont il est le seul représentant. Ces poissons sont communément appelés « loches serpents » et se rencontrent en Asie.

## Liste des espèces
Selon FishBase (24 août 2023) :
- Serpenticobitis cingulata Roberts, 1997
- Serpenticobitis octozona Roberts, 1997
- Serpenticobitis zonata Kottelat, 1998

## Systématique
Le nom valide complet (avec auteur) de ce taxon est Serpenticobitis Roberts (d), 1997,.

## Étymologie
Le nom générique, Serpenticobitis, composé du latin serpentis, « serpent », et cobitis, « loche », fait allusion aux épines suborbitales en forme de crocs et aux motifs constitués de bandes

## Publication originale
- (en) Tyson R. Roberts, « Serpenticobitis, a new genus of cobitid fishes from the Mekong basin, with two new species », Natural History Bulletin of the Siam Society, vol. 45, no 1,‎ 1997, p. 107-115 (ISSN 0080-9462, lire en ligne).